# 기타오카자키역
기타오카자키역(일본어: 北岡崎駅, きたおかざきえき)은 일본 아이치현 오카자키시에 있는 아이치 환상 철도선의 역이다. 역 번호는 04이다.

## 역 구조
상대식 승강장 2면 2선의 고가역이다. 매표기나 자동 개찰기를 가진 유인역이지만 새벽 및 심야는 무인으로 전용 출입구를 사용한다. 자동 개찰기는 평상 출입구에만 설치되어 있다.

## 화물 취급
1999년경까지 전용선 발착 차급 화물을 취급하고 있었기 때문에 화물 열차의 발착이 있었다. 그 후, 임시 차급 화물만 취급하고 화물 열차의 발착은 없어졌지만, 2010년 4월 1일에 일본화물철도 오카자키 ~ 기타오카자키 간 제2종 철도사업의 폐지로 일본화물철도의 기타오카자키 역은 폐지되고 명실상부한 화물의 취급이 종료되었다. 또한, 본 역을 운행했던 화차는 역 북쪽으로 갈라지면서 제방을 내려가고 서쪽으로 굽어 유니티카 오카자키 공장에 이어 전용선 발착 차량 뿐이었다.
전용선은 본 역 개통 시부터 존재하고 역이 개통하기 전에는 메이테쓰 고로모 선 다이주지 역에서 분기했다.

## 역 주변
역 주변은 주택지이다.
- 아피타 오카자키 키타점
- 유니클로 오카자키점
- 오카자키 그랜드 극장
- 유니티카 오카자키 공장
- 오카자키 시립 간호 전문학교
- 아이치 현립 오카자키니시 고등학교
- 아이치 현립 오카자키키타 고등학교
- 아이치 가쿠센 대학 오카자키 캠퍼스
- 오카자키조세이 고등학교
- 국도 제248호선
- 아이치 현도 56호 나고야오카자키 선
- 이가하치만 궁
- 이다 성

## 역사
- 1971년 10월 1일: 일본국유철도 오카다 선 화물역으로 영업 개시.
- 1976년 4월 26일: 여객 취급 개시, 당시에는 단선 승강장 1면 1선이었다.
- 1987년 4월 1일: 일본 철도 민영화에 의한 도카이여객철도와 일본화물철도(JR 화물)에 계승됨.
- 1988년 1월 31일: 오카다 선이 아이치 환상 철도로 전환, 동사와 JR 화물역이 됨.
- 1999년 9월: 화물 열차 운행 종료.
- 2009년 5월 27일: 자동 개찰기 도입.
- 2010년 4월 1일: JR 화물역이 폐지됨.

## 인접역
| 아이치 환상 철도 ■ 아이치 환상 철도선 | 아이치 환상 철도 ■ 아이치 환상 철도선 | 아이치 환상 철도 ■ 아이치 환상 철도선 |
| ------------------------------------- | ------------------------------------- | ------------------------------------- |
| 03 나카오카자키 오카자키 방면         |                                       | 다이몬 05 고조지 방면                 |